# وینیچو مارکیونی
وینیچو مارکیونی (ایتالیایی: Vinicio Marchioni؛ زادهٔ ۱۰ اوت ۱۹۷۵) بازیگر اهل ایتالیا است.
از فیلم‌هایی که وی در آن نقش داشته‌است، می‌توان به عسل، تقدیم به رم با عشق، دوبار متولد شد و اسب‌ها اشاره کرد.